# Giorgio Longo
Giorgio Longo (Venezia, 11 gennaio 1924 – Venezia, 15 gennaio 2020) è stato un politico italiano.

## Biografia
Durante la seconda guerra mondiale fu partigiano, e nel dopoguerra aderì alla Democrazia Cristiana, diventandone segretario comunale e provinciale. Fu sindaco di Venezia dal 1970 al 1975 con una giunta di centro-sinistra. Fu in seguito senatore per due legislature dal 1976 al 1983, e provveditore al Porto di Venezia dal 1984 al 1986.